# Zahra Pinto
Zahra Pinto (* 14. November 1993) ist eine ehemalige malawische Schwimmerin.

## Karriere
Pinto nahm an den Olympischen Sommerspielen 2008 in Peking teil und kam über 50 m Freistil auf Rang 81. Sie trat außerdem 2010 bei den Olympischen Jugend-Sommerspielen 2010 in Singapur an sowie bei den Commonwealth Games 2010 in Delhi.
Ihre jüngere Schwester Ammara Pinto (* 1997) schwamm 2016 bei den Olympischen Spielen.